# Krzydlina Mała
Krzydlina Mała (deutsch: Klein Kreidel) ist ein Dorf in der Stadt- und Landgemeinde Wołów (Wohlau) im Powiat Wołowski der Woiwodschaft Niederschlesien in Polen.

## Nachbarorte
Nachbarorte sind Krzydlina Wielka (Groß Kreidel) im Westen, Mojęcice (Mondschütz) im Osten, Zagórzyce (Sagritz) im Süden.

## Geschichte
Erstmals urkundlich erwähnt wurde „Cridlina“, das zum Herzogtum Schlesien gehörte, im Jahre 1209. Bereits 1221 war die wallonische Ansiedlung zu deutschem Recht ausgesetzt. 1293 befreite Herzog Heinrich V. von Schlesien das Breslauer Sandstift für dessen zum Vorwerk erkauften fünf Hufen in „Cridlina“ bei der gemauerten Kirche von allen Diensten und Lasten. Die alte Pfarrkirche St. Michaelis, von der heute nur noch der Turm erhalten ist, der als Friedhofskapelle genutzt wird, erhebt sich auf einem Hügel außerhalb des Dorfes. Eine Sage berichtet über die Kirche: „In Klein Kreidel bei Kloster Leubus wollte man einst eine Kirche bauen. So oft man auch Baumaterial dazu anfuhr, über Nacht war dasselbe regelmäßig vom Bauplatze verschwunden und auf einen Berg in der Nähe des Dorfes getragen, so dass man zuletzt an dieser Stelle die Kirche errichtete. Auch hier glaubte man wie in Kreuzendorf, der Teufel sei dabei im Spiele.“
Nach dem Ersten Schlesischen Krieg 1742 fiel Klein Kreidel mit dem größten Teil Schlesiens an Preußen. 1787 zählte das Dorf ein herrschaftliches Vorwerk, eine katholische Kirche, ein Schulhaus, 22 Bauern, 28 Gärtner, 30 Häusler, eine Wassermühle, eine Windmühle, zwei Gemeindehäuser und 376 Einwohner. 1845 waren es 735 Einwohner (127 evangelisch), eine katholische Pfarrkirche unter königlichem und fürstbischöflichem Patronat, eine katholische Schule mit einem Lehrer und einem Hilfslehrer, eingepfarrt und eingeschult Schöneiche, drei Windmühlen, vier Leinwebstühle, 15 Handwerker, fünf Händler, 2000 Schafe, 303 Rinder, eine Brennerei, eine Ziegelei und eine königliche Unterförsterei. Zur Gemeinde gehörte die Neudeckmühle, eine Wassermühle. Bis zur Säkularisation 1803 blieb Eigentümer von Klein- und Groß-Kreidel das Breslauer Sandstift. Seit 1742 gehörte es zum Landkreis Wohlau, mit dem es bis 1945 verbunden blieb. 1874 wurde der Amtsbezirk Kreidel gebildet, dem die Landgemeinden Dombsen, Groß Kreidel und Klein Kreidel sowie der Gutsbezirk Klein Kreidel eingegliedert wurden.
Als Folge des Zweiten Weltkriegs fiel Klein Kreidel mit fast ganz Schlesien 1945 an Polen. Nachfolgend wurde es durch die polnische Administration in Krzydlina Mała umbenannt. Die deutschen Einwohner wurden, soweit sie nicht schon vorher geflohen waren, vertrieben. Die neu angesiedelten Bewohner stammten teilweise aus Ostpolen, das an die Sowjetunion gefallen war.

## Sehenswürdigkeiten
- Turm der alten Pfarrkirche St. Michaelis, Langhaus Ende des 19. Jahrhunderts abgerissen
- Neugotische Backsteinkirche St. Michaelis
- Barockes Pfarrhaus
- Schloss Klein Kreidel

Kirchturm auf dem Friedhof
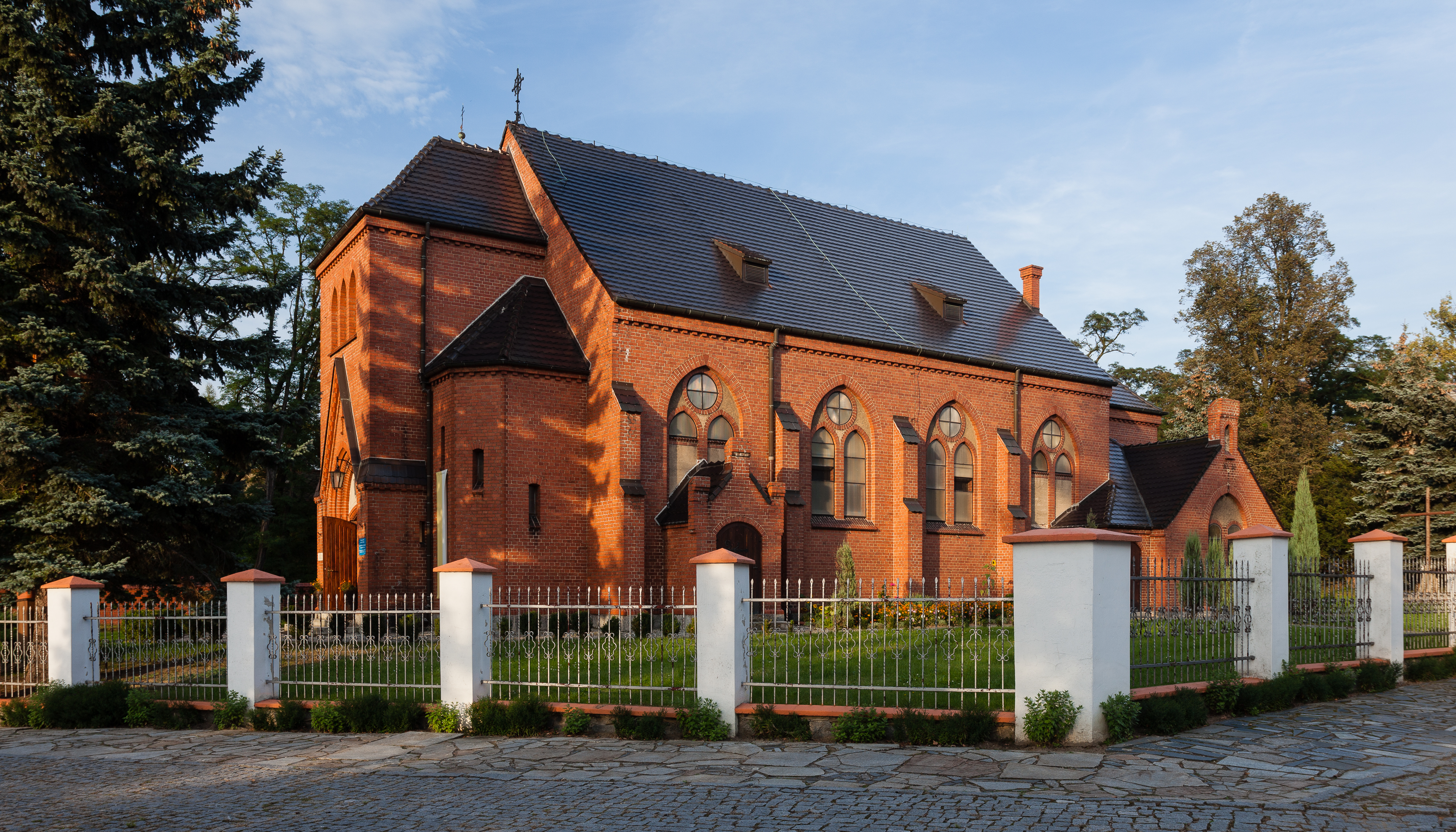
Neue Pfarrkirche St. Michaelis
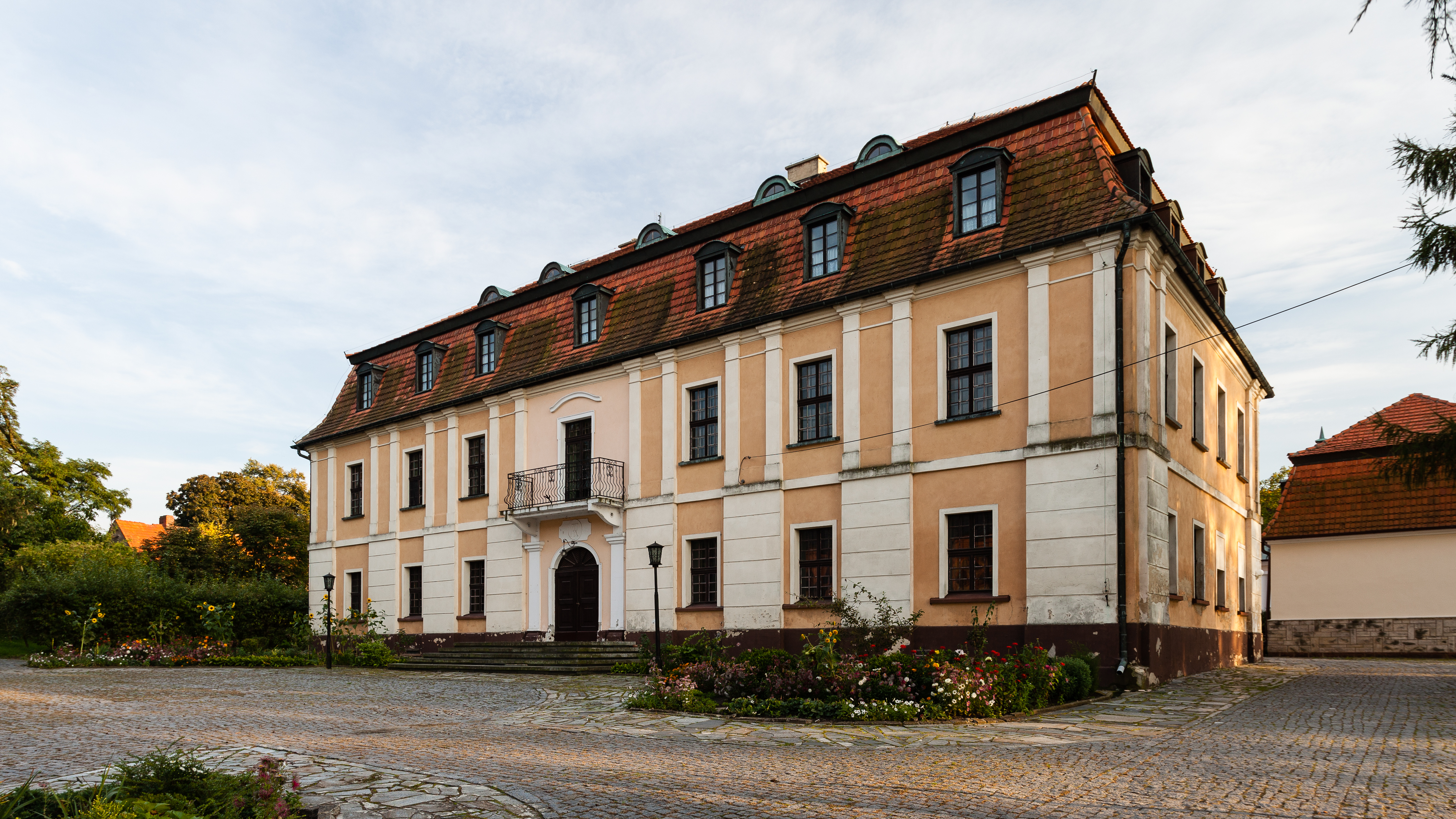
Pfarrhaus